# Miconia aeruginosa
Miconia aeruginosa är en tvåhjärtbladig växtart som beskrevs av Charles Victor Naudin. Miconia aeruginosa ingår i släktet Miconia och familjen Melastomataceae.
Artens utbredningsområde är Colombia. Inga underarter finns listade i Catalogue of Life.